# Alseodaphne oblanceolata
Alseodaphne oblanceolata är en lagerväxtart som först beskrevs av Elmer Drew Merrill, och fick sitt nu gällande namn av André Joseph Guillaume Henri Kostermans. Alseodaphne oblanceolata ingår i släktet Alseodaphne och familjen lagerväxter. Inga underarter finns listade i Catalogue of Life.